# هيئة تقنية المعلومات العمانية
هيئة تقنية المعلومات هي مؤسسة حكومية عمانية معنية بتحقيق رؤية التحول الإلكتروني لسلطنة عمان، أنشئت بموجب المرسوم السلطاني الذي أصدره السلطان الراحل قابوس بن سعيد بتاريخ 31 مايو 2006م.
تعد الهيئة هي الجهة المسئولة عن تنفيذ الإستراتيجية الوطنية لمجتمع عمان الرقمي والحكومة الإلكترونية في سلطنة عمان، حيث تقوم بتنفيذ مشاريع البنية الأساسية والإشراف على جميع المشاريع ذات العلاقة بتحويل السلطنة لتكون رقمية.
وتعمل الهيئة بالتنسيق مع جميع الفئات الرئيسية لعمان الرقمية التي تمثل الوحدات الحكومية وقطاع الأعمال والأفراد على تنفيذ مجموعة من المشاريع والآليات الهادفة إلى رفع مستوى كفاءة وفاعلية الخدمات الحكومية، وتعزيز قطاع الأعمال، وتزويد المواطنين بالمهارات والمعرفة اللازمة للتفاعل مع الخدمات الإلكترونية، بحيث ينساب الاتصال وتتدفق المعلومات وتتوفر الخدمات ويتعزز التواصل بين هذه الفئات عبر الوسائط الإلكترونية بجودة وسرعة فائقة، تلبي احتياجات المجتمع وتطلعاته المستقبلية.
كما تعمل الهيئة كمركز كفاءة لأفضل التطبيقات للإدارة الإلكترونية، عبر تسخير تقنيات المعلومات والاتصال لتوفير خدمات فاعلة، وتحقيق التكامل بين كافة القطاعات، ورفع كفاءة منافذ توصيل الخدمات الإلكترونية.